# Артын
Арты́н — село в Муромцевском районе Омской области России, административный центр Артынского сельского поселения .
Население — 1082 человек (2010)

## География
Село находится в пределах Прииртышского вала на правом берегу реки Иртыш при впадении в неё реки Артынка. Село расположено в 46 км к юго-западу от районного центра посёлка Муромцево, ближайший населённый пункт деревня Карташёво расположена в 5,3 км к югу от села Артын. К востоку от села расположен Артынский бор.
Климат
Климат резко континентальный, согласно классификации климатов Кёппена влажный континентальный с прохладным летом (Dfb), со значительными перепадами температур зимой и летом. Многолетняя норма осадков — 427 мм. Наибольшее количество осадков выпадает в июле — 69 мм, наименьшее в феврале — 14 мм. Среднегодовая температура — 0,2 °C.
Часовой пояс
Артын находится в часовой зоне МСК+3. Смещение применяемого времени относительно UTC составляет +6:00.

## История
Село Артын основано в 1670 году. Упоминается с 1719 года как деревня Ильина на Артыне.
В 1723 году деревня упоминается в «Описи назначенным на карте Барабинской степи построенным зимовьям, почтовым станциям и деревням»: «деревня Артынска Подволожна, от неё до зимовья Буторина, где почтовый станец, 31 верста, до зимовья Резина 27 вёрст, до почтового станца Новосёлова 17 вёрст, до зимовья Назарова (не означено вёрст), до зимовья Хохлова 16 вёрст, до зимовья Брязгова 20 вёрст…».
На карте реки Иртыш, составленной историком Миллером в 1734 году, на правом берегу реки Артын, в её низовье отмечена деревня Ильина. В отчете 1755 года о проведении нового тракта из города Тары на Барабу упомянута деревня Артынская Подволошная на Иртыше с населением 8 мужских душ.
В апреле 1900 года в Артыне открыт первый маслодельный завод. В начале XX века в Артыне наличествовали хлебный магазин, винная лавка, три торговые лавки, шесть водяных мельниц, два маслодельных завода, маслобойки, три кузницы, школа (сельское училище, открытое в 1887 году), однопрестольная деревянная церковь (построена в 1896 году) и деревянная часовня (построена в 1879 году). В январе 1914 года Артын становится центром одноименной волости.

… Не лучше положение пимокатов села Артынска: встают они в полночь и работают до 6 часов утра, завтракают, отдыхают с час и снова принимаются за дело до 2-х часов пополудни, в это время обедают и затем снова работают до 9 часов вечера, наконец, ложатся спать до полуночи, часа на три. Недельный заработок простирается от 4 до 5 рублей. На этот заработок покупается хлеб на неделю и новый материал. В с. Артыне считается до 150 домов. Живёт в них народ угрюмый, недовольный, запуганный. Это всё лица, сосланные по общественным приговорам. Им надо выселяться, но они не выселяются и упрямо держатся в своих старых гнёздах, ведя отчаянную, но вполне безнадёжную борьбу с тарскими купцами, ссудившими их деньгами за 20 % годовых, с властями, взыскивающими с них разные повинности и неизбежный процентный сбор; угнетают их и купеческие маслодельные заводы. Земля родит плохо, и как ей хорошо родить, когда примитивное трёхпольное хозяйство не даёт ничего, а берёт из почвы с году на год всё больше и больше. Чтобы получить большой урожай, надо хорошо обрабатывать землю, надо затратить капитал. А где его взять при всеобщей бедности. — Денег нет! — точно стон идёт по всему краю, обессиливают руки в работе и туманит умы.
— «Народная газета». № 47. 12 декабря 1915 год. Курган
С установлением Советской власти волостное правление к середине 1920 года переименовывается в волисполком, а сельское общество — в сельсовет. В начале 1922 года возрождается маслоартель, которая в конце 1924 года влилась в Омский «Маслосоюз». В 1924 году Артынская волость была ликвидирована. Артын утрачивает функции волисполкома, но сохраняет за собой сельсовет до наших дней. В результате районирования 1924 года село было включено в Большереченский район и находилось в его границах до 1963 года.
В январе 1929 года на общем собрании граждан села Артын организована кооперация по совместной обработке земли (ТОЗ) под названием «Ленинский путь». В 1930 году в Артыне был организован колхоз «Ленинский путь». С 1930 года в Артыне работала кузница по ремонту сельскохозяйственного инвентаря, кирпичный завод, пимокатная, саночная, столярная, портновская мастерские. В 1939 года работала рыболовная бригада. В 1936 года был открыт механический маслозавод с 31 рабочим, который с 1940 года стал называться сырзаводом. В 1937 году была открыта Артынская мастерская ширпотреба от Большереченского райлесзага. Здесь изготовляли сани, кощевки, короба, толы, ученические парты, топорища, оглобли и другую продукцию. В 1940 году создано Артынское отделение райлесзага, которое занималось распиловкой леса, проводило заготовку деловой древесины и дров.
После войны село Артын становится центром крупного колхоза. В сентябре 1950 года к колхозу «Ленинский путь» присоединяется колхоз «1 Мая» (деревня Большая Никольская). Позднее в результате укрупнения колхозов «Ленинский путь» и «Заветы Ленина» образовалось единое хозяйство «Заветы Ленина». К 1980-м были благоустроены улицы села, построены дома для колхозников, больница, школа, детский сад, гостиница, универмаг, детдом, дом отдыха.

## Население
| 1795 | 1868  | 1897  | 1926  | 1939  | 1954  | 2010  |
| ---- | ----- | ----- | ----- | ----- | ----- | ----- |
| 429  | ↗1052 | ↗1294 | ↘1266 | ↗1462 | ↗1506 | ↘1082 |